# Kartellet
Kartellet er en dansk thrillerdrama fra 2014 instrueret af Charlotte Sachs Bostrup.

## Medvirkende
- Anders W. Berthelsen - Lars Halbo
- Lene Maria Christensen - Rikke Halbo
- Flemming Enevold - Christian Storgaard
- Lars Brygmann - Bo Valentin
- Leif Sylvester - Willy Halbo
- Gitte Siem - Grethe Halbo
- Lars Ranthe - Knutte
- Benjamin Boe Rasmussen - Allan Svendsen
- Jesper Asholt - Carsten Jørgensen
- Jacob Lohmann - Jørgen Persson
- Kurt Ravn - Preben Pedersen
- Henrik Prip - Erling Nielsen
- Kristian Ibler - Keld Toft
- Jesper Hermansen - Politimand